# Орехов, Александр Павлович (химик)
Алекса́ндр Па́влович Оре́хов (7 [19] ноября 1881, Нижний Новгород — 19 октября 1939, Москва) — советский химик-органик, специалист по алкалоидам; академик АН СССР (1939).

## Биография
Родился в семье служащего. В 1899 г. окончил Астраханское реальное училище. В 1899—1901 обучался в Петербургском институте путей сообщения, в 1901—1905 — в Екатеринославском высшем горном училище, из которого был исключён за участие в студенческих волнениях.
Эмигрировал в Германию. Учился в Йенском университете (1905—1907), где работал в лаборатории профессора Л. Кнорра, с 1907 года — в Гисенском университете, где под руководством профессора А.Науманна в 1909 году защитил диссертацию на тему «Einwirkung von Phosphorspentosulfid auf aromatische Amine» с присвоением звания доктора философии (органическая химия). Работал там же на кафедре общей химии, в лаборатории университета изучал вопросы органического синтеза веществ (1909—1910). С 1910 года — старший ассистент лаборатории технической и теоретической химии Женевского университета (по приглашению профессора Ф. Гюи).
С 1916 года — химик на заводе по производству алкалоидов и фармацевтических продуктов Общества «Poulenc frères» (Париж), с 1917 — химик лаборатории завода «Société des matières colorantes» (Сен-Дени). В 1919—1920 и 1921—1928 годы — заведующий лабораторией профессора М.Тиффно при больнице «Boucicaut» (Париж); в 1920—1921 годах работал на анилинокрасочном заводе Общества «Compagnie nationale des matières colorantes» (Круаль).
В 1928 г. по приглашению руководства Всесоюзного научно-исследовательского химико-фармацевтического института вернулся в СССР. В ВНИХФИ он организовал и возглавил отдел химии алкалоидов, а через некоторое время был назначен заместителем директора института по научной части.
Доктор химических наук (1935 — без защиты диссертации).
В январе 1939 г. избран действительным членом Академии наук СССР по Отделению математических и естественных наук (химия). В том же году 19 октября умер в Москве; похоронен на Новодевичьем кладбище (3 уч. ряд 5).

### Семья
Жена — Раиса Абрамовна Коновалова (1886—1973), доктор химических наук, профессор Всесоюзного научно-исследовательского химико-фармацевтического института им. Серго Орджоникидзе.

## Научная деятельность
Основные направления исследований:
- теоретические вопросы органической химии:
  - реакции отщепления воды от несимметрично построенных спиртов с целью определения структуры радикалов, входящих в их состав (1910—1916)[5];
  - исследования гликолей, иодгидринов, этиленных окисей, аминовых спиртов (1919—1928)[5];
  - дегидратация оптически-активного гликоля, позволяющая получать оптически-активные кетоны (1919—1928)[5].
- исследования в области алкалоидов.

Разработал новый метод синтеза производных индена (1910—1916).
В 1928—1939 годы:
- организовал (вместе со своей женой и ближайшей соратницей Р. А. Коноваловой) систематическое изучение алкалоидоносной флоры СССР; в результате изучения свыше 800 растений были выявлены ранее неизвестные алкалоидоносные семейства растений и доказано, что наличие алкалоидов не является специфичным для определённых видов или семейств; А. П. Ореховым и его сотрудниками открыто около 100 новых алкалоидов, в числе которых анабазин, конвольвин, конволамин, конвольдивин, конвольвицин, сальсолин, сальсолидин, сальсамин[3][5][4];
- изучено строение анабазина (1929), афиллина, афиллидина, аммодендрина, сальсолина (1933), сальсолидина (1933), пахикарпина[3][5];
- разработаны методы получения и выделения пилокарпина, эметина, кокаина, ареколина, гармина, гармалина, кофеина, эфедрина, платифиллина (1935)[3][5][4][2].

Книга А. П. Орехова «Химия алкалоидов» (1938) — первое русское руководство по этому разделу фитохимии.
В числе его учеников:
- А. С. Садыков — президент (1966—1984) АН Узбекской ССР,
- С. Ю. Юнусов — директор (1950—1952) Института химии АН УзССР, директор (с 1959) Института химии растительных веществ АН УзССР.
- Питирим Сергеевич Массагетов (1894 — 30.08.1972) — геоботаник, ресурсовед, специалист по алкалоидным растениям.

### Избранные труды
Источник — Электронные каталоги РНБ
- Орехов А. П. Внутримолекулярные перегруппировки. (Исследования в области теорет. органич. химии). — М.: Наука, 1965. — 312 с. — Библиогр. обзор: Труды А. П. Орехова в области органич. химии / С. И. Сергиевская: с. 23-32. — Библиогр. науч. трудов А. П. Орехова: с. 14-22
- Орехов А. П. Химия алкалоидов. — М.: ОНТИ, Глав. ред. хим. лит-ры, 1938. — 623 с.
  - — 2-е изд., испр. и доп. д-ром хим. наук Р. А. Коноваловой и канд. хим. наук А. А. Коноваловой. — М.: Изд-во Акад. наук СССР, 1955. — 860 с.
- Орехов А. П. Химия алкалоидов растений СССР. — М.: Наука, 1965. — 391 с. — Библиогр. науч. трудов А. П. Орехова в области химии алкалоидов: с. 384—388 (104 назв.)